# Euptoieta hegesia
Espèce
Euptoieta hegesia est une espèce de lépidoptères appartenant à la famille des Nymphalidae, à la sous-famille des Heliconiinae et au genre Euptoieta.

## Dénomination
Euptoieta hegesia a été nommé par Pieter Cramer en 1779.
Synonymie : Papilio hegesia Cramer, [1779] ; Papilio columbina Fabricius, 1793.

### Noms vernaculaires
Euptoieta hegesia se nomme en anglais Mexican Fritillary.

### Sous-espèces
- Euptoieta hegesia hegesia présent à la Jamaïque, à Cuba, et en République dominicaine.
- Euptoieta hegesia meridiania Stichel, 1938 ; au Mexique, à Panama, en Équateur et au Brésil
- Euptoieta hegesia watsoni Comstock, 1944 ; présent à Porto Rico[1].

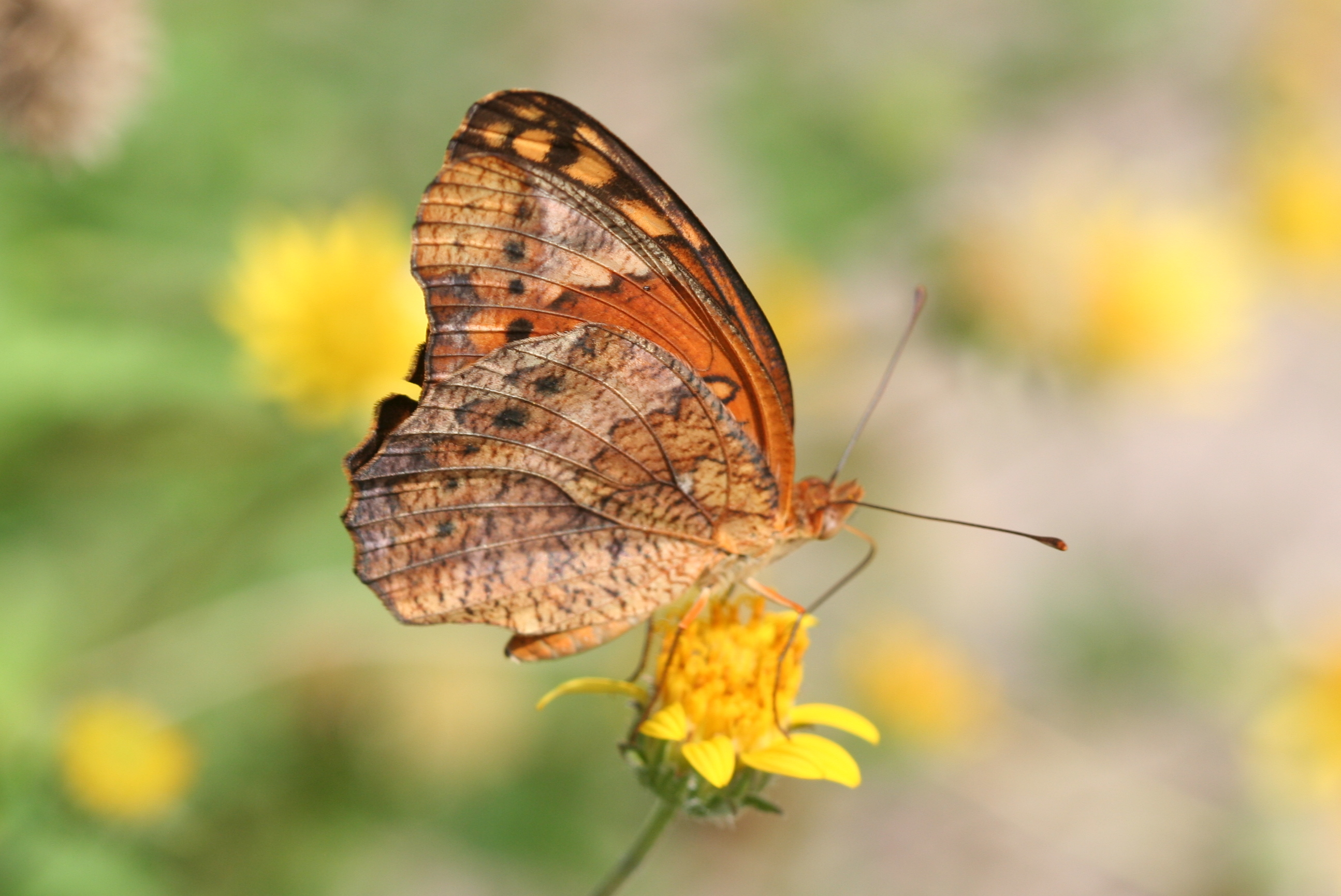
revers

## Description
C'est un grand papillon au dessus orange uni, sans marque aux postérieures, juste en bordure une fine double ligne marron et ligne de points marron.
Le revers est orange cuivré avec les mêmes discrètes ornementations.

## Chenille
La chenille est rouge orangé avec de fines lignes blanches et des épines noires

## Biologie

### Période de vol et hivernation
Il vole de mi-juin à novembre en Arizona, de juillet à décembre au Texas et toute l'année au Mexique,.

### Plantes hôtes
Ses plantes hôtes sont des passiflores, Passiflora foetida, Passiflora perfoliata, Passiflora rubra, Passiflora suberosa, et Turnera ulmifolia.

## Écologie et distribution
Euptoieta hegesia est présent en Amérique, du sud de l'Amérique du Nord, Texas, Nouveau-Mexique, Arizona, Californie, aux Antilles, au Mexique, à Panama, en Équateur et jusqu'au Brésil,.

### Biotope
Il réside en divers habitats de zones tropicale et subtropicale.

### Protection
Pas de statut de protection particulier.

## Philatélie
Ce papillon figure sur une émission de Cuba de 1982 (valeur faciale : 1 c.).

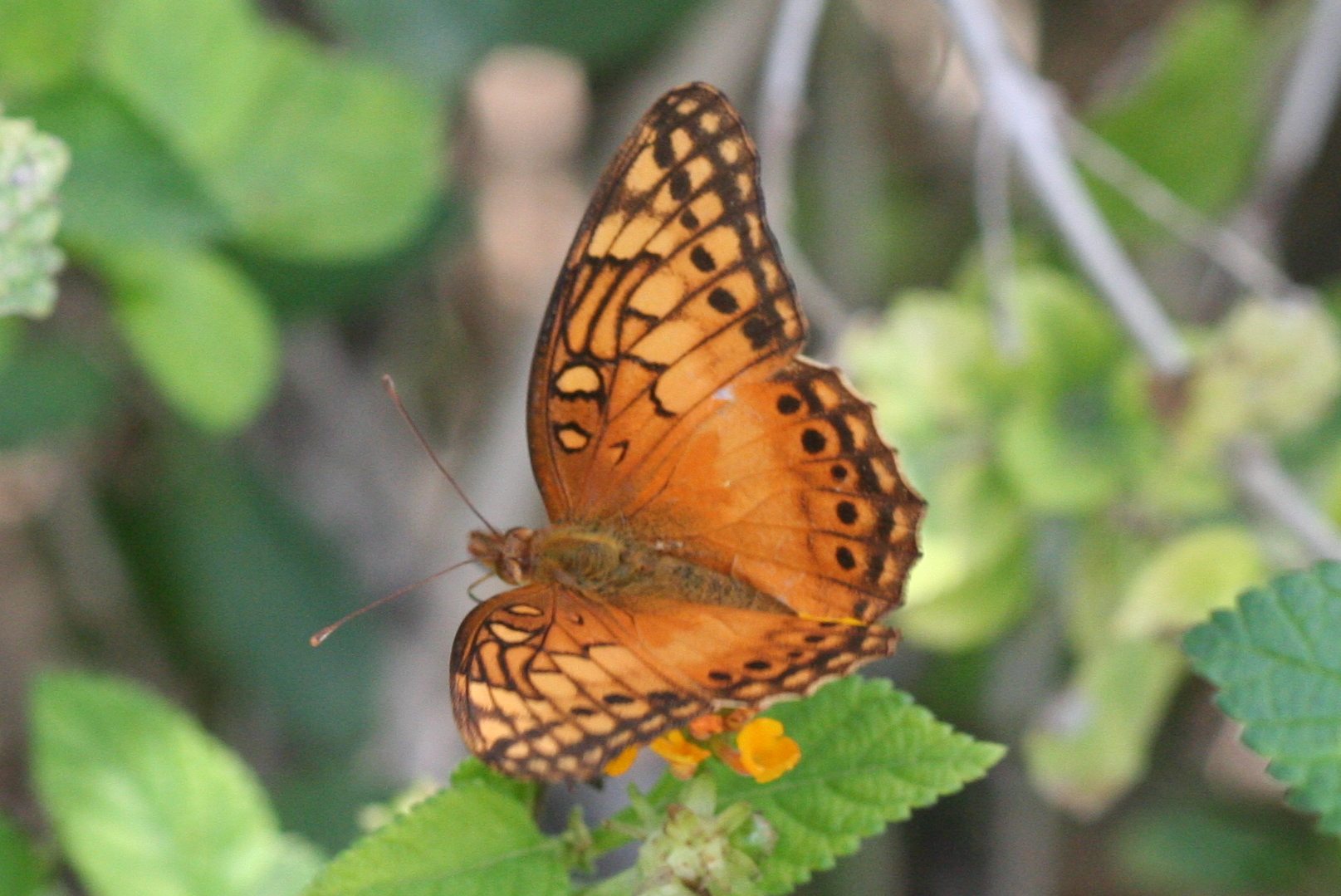
Euptoieta hegesia

### Liens taxonomiques
- (en) Tree of Life Web Project : Euptoieta hegesia
- (en) Catalogue of Life : Euptoieta hegesia Cramer, 1779 (consulté le 15 décembre 2020)
- (en) NCBI : Euptoieta hegesia (taxons inclus)
- (fr + en) ITIS : Euptoieta hegesia (Cramer, 1779)